# الحشر (سلسلة جبال)
جبال الحشر؛ تقع في محافظة الداير بني مالك الواقعة شرق منطقة جازان حيث تقع إلى الجنوب الغربي من المحافظة بحوالي 30 كم.

## نبذة
تمتاز الحشر بطبيعتها البكر ومناظرها الطبيعية الخلابة وقراها ذات المباني الأثرية. تكسو جبالها غابات الأشجار الكثيفة مثل غابات الصليل ونيد المسلم وغابات الشجعة وغابات حلوان وغابات الجزء الغربي من تلك الجبال، وهنالك العديد من الأودية أهمها وادي «جورا» ووادي «جحمه» ووادي «أمزينبه» ووادي «الخنتبه» ووادي «الإيناء» ووادي «شقراء» وتمتاز بوجود الأشجار العطرية بالإضافة إلى جوها المعتدل صيفاً الذي يميل إلى البرودة في بعض أيام الفصل، وجوها البارد القارص في معضم أيام الفصول الثلاثة المُتبقيه، ويوجد بهذه الجبال جبل يُلقب بجبل الضباب بحيث أن الضباب في معضم الايام يكسوذلك الجبل بشكل جميل جداً واحياناً قد تنحجب اشعة الشمس والرؤية.
فتعد جبال الحشر فرصه لرؤية الطبيعة الخلابة والاخضرار والمدرجات الزراعية عن قرب.